# عزيز نيسين
عزيز نيسين (بالتركية: Aziz Nesin)‏ (1915- 1995) اسمه الحقيقي محمد نصرت نيسين من مواليد تركيا عام 1915 في جزيرة قرب استانبول واستخدم اسم عزيز نيسن الذي عرف به فيما بعد كاسم مستعار للحماية ضد مطاردات الأمن السياسي في تركيا، ورغم ذلك فقد دخل السجون مرات عديدة. ويعتبر عزيز نيسن واحداً من أفضل كتاب الكوميديا السوداء في العالم أو ما تسمى بالقصص المضحكة المبكية، والمضحك المبكي في حياته أنه وبرغم شهرته الواسعة في كل أرجاء العالم كمبدع فذ إلا أن بلده الأم تركيا لم تعطه من حقه سوى القليل.
توفي عزيز نيسن في تموز عام 1995.

## سيرة عزيز نيسين
ولد محمد نصرت نيسين (20 / كانون الأول / 1915)– وهذا اسمه الحقيقي – في إحدى الجزر القريبة من استانبول، والواقعة في بحر مرمرة لعائلة فقيرة.
في عام 1935: أنهى الإعدادية العسكرية، وفي نفس العام دخل الكلية الحربية وتخرج منها في العام 1937
1939: تخرج من الكلية العسكرية الفنية، برتبة ضابط في الجيش.
و خلال نفس الفترة درس لمدة عامين في كلية الفنون الجميلة.

## العلاقة بين عزيز نيسين وأمه
العلاقة بين عزيز نيسين وأمه تشوبها الدراماتيكية، حيث تركت أثرها في مخيلته منذ كان طفلاً وسطرت منهجه الفكري بخطوط حزينة أخذت شكل السخرية السوداء الناقمة على التخلف البغيض والنفاق المستشري في المجتمع التركي آنذاك..
لقد جاءت كتابات “عزيز نيسين” عن أمه بقدر عظيم من التبجيل والحب الذي وصل إلى درجة عالية من القدسية يتجلى ذلك من خلال منحها هالة ملائكية جميلة، فقد كانت هذه الهالة الملائكية المحفز القوي له في معترك كفاحه الطويل ضد قوى الظلام والجهل والتخلف.
ما بين المساحة الملائكية المقدسة التي أحاطها بها وما بين قلة الحيلة وجلد الذات لتقصيره بحقها حيث الوقت الذي لم يسعفه كما ينبغي لكي يمنحها حقها كما يجب في زمن كانت المرأة فيه لا شيء سوى وعاء إنجاب..
يبدو جلياً حجم جلد الذات والشعور بأن والدته ضحية مجتمع أهان كينونتها وإنسانيتها عندما قال نيسين “اعتدت تخيل أمي البالغة من العمر الثامنة عشر عاماً فقط وهي تطرز ولكن ليس بالخيوط الملونة، بل كانت تطرز بدموعها والنور المشع من عينيها. لكم تمنيت لو أعطي مقابل كل قطعة واحدة من تلك القطع التي طرزتها يدا أمي، كل كتبي وكل ما سأكتبه”.
لقد تجلى وضع “عزيز نيسين” أمه في الإطار الملائكي في سرده عن حادثة الزهور، حيث يقول:
“لم تكن أمي تستطيع القراءة ولا الكتابة. إلا أنها كانت سيدة غاية في رقة المشاعر والإحساس. إن كل الأمهات هن أفضل نساء العالم.
وأمي، لأنها أمي، كانت أفضل امرأة في العالم. في إحدى المرات، قطفت زهوراً من الحديقة وأحضرتهم لها.
كانت سعيدة بتلك الزهور.
قالت لي:” تعال، دعنا نقطف المزيد” .
ذهبنا إلى الحديقة التي بها أشرت إلى بعض الزهور. قالت لي:” أنظر، لجمال الزهور، إن تلك الزهور تعيش كما نعيش نحن أيضاً. إذا قطفناها تموت. إنها ستكون أجمل وهي هكذا واقفة على ساقها. ولن يبدو عليها الجمال وهي في كوبٍ زجاجي.
كلما مررنا بكل زهرة كانت تخبرني:” أقتلها، أقطفها لو أردت ذلك “.
مهما تعلمت وما من شيء جيدٍ أعرفه، فأعزوه إلى أمي.
أما الغضب وقلة الحيلة والثورة على التخلف والجهل الذي عامل المجتمع التركي النساء فإنه تجلى في إحدى قصائده “نيسين” النادرة...
أنت الأجمل من بين كل الأمهات..
أنت الأجمل من بين أجمل الأمهات..
في الثالثة عشر كان زواجك
في الخامسة عشر كانت أمومتك..
في السادسة والعشرين جاءت منيتك..
هكذا قبل أن تعيشي
كم أدين إليك بهذا القلب المليء بالحب
فأنا لا أملك حتى صورتك
كانت خطيئة أن تكون لكِ صورةً فوتوغرافية
لم تشاهدي الأفلام ولا المسرحيات
ولم تشهدي الكهرباء ولا الغاز ولا الموقد الكهربائي
ولم توجد أغراض البيت ومستلزماته لديك
لم تسبحي في البحر يوماً
لم تستطيعي القراءة ولا الكتابة
ولكن من وراء حجابٍ أسود
كانت عيناك الجميلتان تنظران إلى العالم.
أتتك المنية وأنتي في السادسة والعشرين، قبل أن تعيشي
من هنا أقول: لن تموت الأمهات قبل أن يعشن
هذا ما كان عليه الأمر أما الآن فهذا ما يصير إليه الأمر.
” لكم تمنيت لو أعطي مقابل كل قطعة واحدة من تلك القطع التي طرزتها يدا أمي، كل كتبي وكل ما سأكتبه".

## يقول عزيز نسين عن بداياته
«كنت عسكرياً في قارص وكنت أكتب الشعر والقصص القصيرة، ولما كانت كانت كتابة العسكريين غير مستحبة استعملت منذ ذلك الوقت اسم» عزيز نيسين«المستعار، وصرت أنشر قصصي القصيرة بهذا الاسم في مجلة (الأمة) اليمينية، التي كانت تصدر في أنقرة، ثم صدرت هذه القصص فيما بعد عن دار الرجل الجديد)، أما أشعاري فقد كنت أنشرها منذ عام 1937 باسم وديعة نيسين في مجلة (الأيام السبعة)، وبسبب سجني عام 1944 سُرحت من الجيش، فجئت إلى إستانبول وعملت في مجلة (Yedigün) وكانت بداياتي الصحفية».
- كتب في العديد من الصحف التركية ومنها (الأراجوز والفج) كما عمد إلى إصدار مجلة أسبوعية خاصة به باسم (السبت) لم تستمر أكثر من ثمانية أسابيع.
- كانون الثاني/ 1946: تمكن بالتعاون مع الأديب التركي صباح الدين علي من إصدار جريدته الشهيرة (ماركو باشا) التي وصلت مبيعاتها إلى (60000) نسخة يومياً.
- 1946: اعتقل بسبب مقالاته في الجريدة التي سبق ذكرها.
- 1947: حوكم أمام محكمة عسكرية عرفية وحكم عليه بالسجن عشرة أشهر وبالنفي إلى (بورصة) ثلاثة أشهر ونصف بعد انقضاء المدة، وذلك بسبب انتقاده في أحد مقالاته للرئيس الأمريكي هنري ترومان.

وأغلقت على إثر مواقفه هذه جريدة (ماركو باشا) مع اعتقال صاحبها عزيز نسين، فعاود إصدارها باسم (معلوم باشا) وهكذا راح عزيز نسين يعيد إصدار المجلة مع تغيير اسمها في كل مرة يتم فيها اعتقاله وإيقاف الجريدة عن الصدور، فمن معلوم باشا إلى مرحوم باشا، ثم علي بابا، ثم باشاتنا، ثم ماركو باشا الحر، وأخيراً جريدة مَدَدْ.
- 1950: حكم عليه بالسجن ستة عشر شهراً بسبب ترجمته لأجزاء من كتاب ماركس.
- 1951: خرج من السجن لكنه لم يجد عملاً في الصحافة، فعمد لفتح دكان لبيع الكتب لكنه لم ينجح
- 1952 -1954: عمل مصوراً.
- 1955: اعتقل من دون يعرف سبب اعتقاله وأمضى بضعة أشهر في السجن.
- 1956: نال جائزة السعفة الذهبية من إيطاليا.
- 1956: أسس بالاشتراك مع الأديب التركي كمال طاهر داراً للنشر باسم (دار الفكر) لكنها احترقت في العام 1963 مع آلاف الكتب التي كانت بداخلها.
- 1957: نال جائزة السعفة الذهبية من إيطاليا (للمرة الثانية على التوالي).
- تشرين الثاني / 1966: شارك في مؤتمر اتحاد كتاب آسيا وأفريقيا في القاهرة (عاصمة جمهوية مصر العربية).
- 1966: نال جائزة القنفذ الذهبي من بلغاريا.
- 16 / نيسان / 1967: انتخب نائباً لرئيس اتحاد الأدباء الأتراك، ثم انتخب رئيساً لنقابة الكتاب الأتراك بعد تأسيسها.
- أيار / 1967: شارك في مؤتمر اتحاد الكتاب السوفييت في موسكو.
- 1968: نال الجائزة الأولى في المسابقة التي أجريت في تركيا تخليداً لذكرى الشاعر الشعبي (قراجه أوغلان) عن مسرحياته (ثلاث مسرحيات أراجوزية).
- 1969: نال جائزة التمساح الأولى من الاتحاد السوفيتي.
- 1969: نال جائزة المجمع اللغوي التركي عن مسرحيته (جيجو).
- 1975: نال جائزة اللوتس الأولى من اتحاد كتاب آسيا وأفريقيا
- أنشأ عزيز نيسين وقفاً نذر له ريع كل أعماله الأدبية، وكانت مهمة هذا الوقف رعاية الأطفال الأيتام حتى آخر مراحل الدراسة الجامعية، وتأمين عمل أو مهنة لمن تعثر منهم في دراسته، وقد استقبل هذا الوقف أول فوج من الأطفال الأيتام في أواخر العام 1977.
- 1979: شارك في مؤتمر اتحاد كتاب آسيا وأفريقيا في لواندا (عاصمة أنغولا).
- 1982: شارك في مؤتمر اتحاد كتاب آسيا وأفريقيا في هانوي (عاصمة فيتنام).
- 6 / تموز 1995: توفي عزيز نيسين إثر إصابته بالسكتة القلبية.

## الجوائز التي نالها
- جائزة السعفة الذهبية من إيطاليا عام 56، 1957
- جائزة القنفذ الذهبي من بلغاريا
- جائزة التمساح الأولى من الاتحاد السوفيتي 1969
- جائزة اللوتس الأولى من اتحاد كتاب آسيا وأفريقيا 1975
- الجائزة الأولى عام 1968م على كتابه (ثلاث مسرحيات أراجوزية)
- جائزة المجمع اللغوي التركي عام 1969

## أعماله
| 1. لا تنسى تكة السروال 2. خصيصيا للحمير 3. أسفل السافلين 4. الطريق الطويل 5. الفهلوي (زوبك) 6. مجنون على السطح | 1. الهدافين 2. صراع العميان 3. آه منا نحن معشر الحمير 4. الحمار الميت لا يخاف الذئب 5. سر نامة | 1. الطريق الوحيد 2. بتوش الحلوة 3. قطع تبديل للحضارة 4. الاحتفال بالقازان 5. يحيى يعيش ولا يحيا |

## المسرحيات
| 1. إفعل شيئا يا مت 2. وحش طوروس 3. ثلاث مسرحيات أراجوزية 4. هل تأتون قليلا 5. إمسك يدي يا روفني | 1. هيا اقتلني يا روحب 2. حرب المصفرين وماسحي الجوخ 3. جيجيو 4. خمس مسرحيات قصيرة |

## السيرة الذاتية
- هكذا أتينا إلى الحياة: ذكريات الطفولة (الجزء الأول). ترجمة محمد مولود فاقي. 2004.[4]
- وهكذا سرنا: الصعود إلى القمة، ذكريات المراهقة والشباب (الجزء الثاني). ترجمة محمد مولود فاقي.

## روابط خارجية
- عزيز نيسين على موقع IMDb (الإنجليزية)
- عزيز نيسين على موقع مونزينجر (الألمانية)
- عزيز نيسين على موقع ميوزك برينز (الإنجليزية)